# ユゲット・ドレフュス
ユゲット・ドレフュス（Huguette Dreyfus, 1928年11月30日 ミュルーズ - 2016年5月17日）は、アルザス出身のフランスのチェンバロ奏者。

## 経歴
4歳でピアノの学習を始める。1946年に名ピアノ教師のラザール・レヴィに師事。バッハの死後200周年である1950年に、パリ国立高等音楽院でピアニストのノルベール・デュフォルクにバッハ作品の解釈について特別講座を受け、さらに4年間パリ国立高等音楽院に在籍する。ピアノの学習に加えて、キジアーナ音楽院にて、チェンバロ復興者のワンダ・ランドフスカの門弟ルッジェーロ・ジェルリンにチェンバロを師事する。その後1960年にジェノヴァ国際チェンバロ・コンクールで優勝し、古楽、とりわけルネサンス音楽や、フランス・クラヴサン楽派の作品の復活における第一人者となった。
スコラ・カントルムやパリのソルボンヌ大学、リヨン国立高等音楽院にて教壇に立ち、サン＝マクシマン＝ラ＝サント＝ボーム（エクス＝アン＝プロヴァンス）の国際古楽アカデミーにおいてオルガンと古楽を、またヴィルクローズ古楽アカデミーにおいても教鞭を執ってきた。門下には、クリストフ・ルセやオリヴィエ・ボーモンらの重要な古楽器奏者を擁している。パリ国際チェンバロ・コンクールの審査員の一人でもある。
数々の演奏会やマスタークラスのほか、録音においても数々の演奏家と共演を重ねており、エドゥアルト・メルクス、クリスティアン・ラルデ、ルチアーノ・スグリッツィ、ルイージ・フェルディナンド・タリアヴィーニ、ピエール・ブーレーズ、アンドラーシュ・アドリヤン、ジャン＝ピエール・ランパルらと活動を共にしてきた。
パリにて死去。

## 楽器
ドレフュスの愛用楽器は、ドイツ人楽器製作者ヨハン・ハインリヒ・エムシュによるチェンバロのレプリカである。エムシュの最良の楽器は、18世紀のパリで製造され、しばしばブランシェによるクラヴサンと比較されてきた。